# Gaetano Curreri
Gaetano Curreri né à Bertinoro le 26 juin 1952, est un chanteur italien et claviériste, leader du groupe musical Stadio.

## Biographie
La carrière de Gaetano Curreri commence dans les salles de danse de la province de Modène, à la fin des années 1960.
Au printemps de 1981, il participe à la fondation officielle du groupe Stadio.
En 1990, le groupe musical Stadio se dissout et Curreri continue sa carrière d'auteur compositeur interprète en collaborant avec de nombreux artistes italiens 
comme Vasco Rossi, Lucio Dalla, Francesco Guccini, Patty Pravo, Irene Grandi et Noemi entre autres.
En 2016, il écrit avec Saverio Grandi et Luca Chiaravalli la chanson Un giorno mi dirai avec laquelle le groupe Stadio reconstitué remporte le Festival de Sanremo,.